# Coniopteryx minuta
Coniopteryx minuta är en insektsart som beskrevs av Meinander 1972. Coniopteryx minuta ingår i släktet Coniopteryx och familjen vaxsländor. Inga underarter finns listade i Catalogue of Life.